# Lilith (Darkstalkers)
Lilith es un personaje de la serie de videojuegos Darkstalkers creada por la compañía Capcom.
Ella fue creada a partir de la energía sobrante de Morrigan Aensland. Este peligroso exceso de energía fue separado del cuerpo de Morrigan poco después de haber nacido por su padre, Belial, quien la selló aparte. Esa energía fue encontrada por Jedah Dohma, a la cual dio forma de una pseudo-súcubo y mente propias, convirtiéndose en Lilith.

## Historia
Belial, gobernante del reino de Makai y padre adoptivo de Morrigan previó que su reino sería expuesto a una crisis que viviría después de su fallecimiento. Era necesario encontrar a alguien con el suficiente poder para mantener el equilibrio de Makai. Sabiendo que dentro de su familia no nacería alguien con ese don hasta dentro de 1.200 años, él seleccionó a Morrigan para que sea su heredera.
Morrigan era una súcubo muy especial ya que nació en la noble "clase S". En aquel entonces, una guerra entre la nobleza ya había comenzado. Numerosas batallas en diferentes lugares ocurrieron, aunque Morrigan era poderosa, era inaceptable que una niña-demonio luchara y controlara semejante poder, ya que tanta energía terminaría no solo con su vida, sino con la vida de todos. Así, Belial decidió extraer una buena parte de esa energía y aislarla para protegerla, de esta manera, el alma de Morrigan fue dividida en dos, una de esas mitades fue aislada en un espacio negativo que Belial creó.
Sin embargo, sus poderes no podían ser divididos 50/50 ya que habían sido separados a la fuerza y ambas partes seguían atrayéndose la una a la otra, para evitar esto, Belial guardó esa otra mitad dentro de sí mismo. Ahora, el alma de Morrigan estaba dividida en tres; una en Morrigan, otra en el espacio sellado y la otra en el cuerpo de Belial, cuando estas partes forman una sola, Morrigan puede recuperar sus poderes del todo.
Cuando Belial murió, la parte del alma sellada debía, supuestamente, volver a su propietaria legítima. Una vez esto hubiera concluido, el siguiente gobernante de Makai nacería como Belial previó. Pero como la parte en el cuerpo de Belial se perdió tras su muerte, el poder no era al 100%. También ocurrió un accidente en el espacio que Belial había creado para la otra parte del alma de Morrigan, la energía sellada había tomado forma y mente en todo este tiempo, sin que Belial lo notase. Ella (Lilith) había comenzado a reconocerse como entidad aproximadamente una década después del proceso de sellado. Lilith empezó a averiguar sobre Makai, sus sentimientos crecieron. Estos sentimientos fueron diferentes emociones normales como la admiración y la celosía, eran más cercanos a un instinto primitivo de volver a casa...
En Darkstalkers 3/Vampire Savior el demoníaco Jedah libera a Lilith y le da un cuerpo, el de una pequeña súcubo que se diferenciaba de los demás por su humor más amigable y alegre. A cambio, Lilith debía llevarle a Morrigan y a los demás Darkstalkers ante él.
Lilith parecía disfrutar su vida hasta que se dio cuenta de que ella no era un ser original, solo es una parte de otra persona.
Ella descubre que a menudo se hace transparente y comprende que ha terminado el tiempo para encontrar a su "compañero de alma", para seguir su existencia. Morrigan también siente que Lilith es una parte de ella, pero ella no siente que necesita a Lilith tanto como Lilith la necesita a ella.
Jedah comprende esto, y manipula a Lilith para encontrar a Morrigan para así poder usarlas a las dos. Sin embargo, Lilith sabe que Jedah le miente. Independientemente de si el jugador juega con Morrigan o Lilith, Lilith es absorbida en el cuerpo de Morrigan y se hace otro "impulso" dentro de ella dejando a Morrigan, como Lilith, con una personalidad más alegre.

## Aspecto
- Tipo: ?
- Origen: Makai
- Año nacimiento: 1678
- Altura: 1.67 m
- Peso: 57.6 kg
- Vel. 4.9
- Def. 4.7
- Rec. 2.6

## Ataques especiales
Los ataques de Lilith, son, en parte, parecidos a los de su media hermana Morrigan, solo que un poco más débiles. Algunos de estos ataques especiales son más graciosos que otra cosa, como "Gloomy Puppet Show".
Soul Flash: Lilith lanza un murciélago envuelto en corazones que van girando sobre él. La trayectoria de este ataque es muy pobre en comparación a la de los demás personajes. Solo llega a una tercera parte del tamaño de la pantalla. La velocidad varía de acuerdo al botón de puño que se presione; ya sea ligero, medio o fuerte. Se puede realizar en el aire.
Shining Blade: Lilith eleva su ala derecha y golpea al enemigo elevándolo.
Soul Spin o Merry Turn (en la versión japonesa): Lilith da un pequeño salto y en el aire da un giro y con sus alas cortantes golpea al enemigo. En la versión japonesa del videojuego, este ataque se puede realizar en el aire también. Si se finaliza la pelea ejecutando este ataque sobre el adversario, se partirá en dos.
Mystic Arrow: Realiza un salto y atrapa al enemigo. Sus alas se transforman en un arco y en una mano gigante y usa el cuerpo del enemigo como flecha, disparándolo contra el borde contrario de la pantalla. Dependiendo del botón que se presione, el salto puede ser o más corto o más largo.

### Agarres
Innocent Hug: Lilith toma a su enemigo y sus alas atraviesan el cuerpo de su adversario, partiéndolo por la mitad.
Childish Drop: Se realiza en el aire. Un ala de Lilith se transforma en una mano y toma a su adversario golpeándolo fuertemente contra el suelo.

### ES-Specials
ES Soul Flash: Lilith lanza su murciélago pero este realiza una trayectoria un poco más larga y duradera en cuanto a tiempo, golpeando tres veces.
ES Shining Blade: Lilith hace su "Shining Blade" normal, pero dos hologramas de ella la acompañan golpeando dos veces más.
ES Soul Spin: Ahora este golpe realiza cinco toques en total en comparación con el anterior.

### EX-Specials
Splendor Love: Los murciélagos que cubren su cuerpo, su traje y sus alas y diadema se desprenden de ella. Lilith se eleva en el aire desnuda y los murciélagos la rodean golpeando al enemigo.
Luminous Illusion: Ella vuela a través de la pantalla en busca del enemigo y cuando lo atrapa, otro holograma de ella aparece detrás y toma al adversario por la espalda y entre las dos golpean al enemigo, lo elevan y finalizan con una patada, siendo entonces cuando la pierna de Lilith se convierte en un hacha y parte a la mitad al otro personaje.
Gloomy Puppet Show: Lilith se disfraza con una especie de atuendo de conejita de casino y lanza una galera diciendo: It's Show Time!. Si la galera golpea al enemigo, hay una pequeña explosión y después del humo, el enemigo aparece sobre una tarima en un karaoke. Lilith irá marcando qué botón ha de presionar el jugador para que el enemigo acierte las notas correctas. Mientras más acierte, más daño se infligira al enemigo, ya sea quemándolo, electrocutándolo o congelándolo.

### Dark Force
Dark Force es un tipo movimiento especial que todos los personajes del tercer videojuego tienen. Lilith tiene uno llamado "Mindless Doll" con dos versiones diferentes. Al grito de "Bunshin!", Lilith convoca a un doppelgänger suyo. Este doppelgänger puede aparecer detrás de Lilith con un cierto tiempo de retraso copiando los movimientos de ella o aparecer detrás del enemigo realizando los mismos ataques que la Lilith original al mismo tiempo.

## Curiosidades
- Lilith mide 1,67 m y pesa 54 kg. Sus medidas son 74-59-83.
- Capcom durante el desarrollo de Lilith dejó entrever el rumor de tenerla al principio diseñada para ser la hermana de Morrigan, que ocultó su herencia angelical debido al título Darkstalker que ella sostuvo, pero decidieron no implementarlo así debido al motivo de que parecía que ya existían demasiados personajes angelicales en videojuegos, y puntualmente prefirieron probar múltiples diseños para hacer a Lilith mucho más oscura, hasta dar con el diseño final que tiene actualmente.
- Al desecharse la idea de que fuera un personaje angelical, se pensó en Lilith para ser un demonio masculino o, incluso, hermafrodita.
- Lilith es un personaje secreto como un modo para Morrigan en el videojuego Marvel vs. Capcom: Clash of Super Heroes, el cual tiene movimientos de Vampire Savior. En este videojuego, sea cual sea la forma de Morrigan que se use, una fusión entre ella y Lilith precede a cada match o encuentro.
- Las poses que Lilith hace cuando gana una pelea en Darkstalkers 3/Vampire Savior son sugestivas. Aunque se ha comentado que disfruta ver derramamiento de sangre y que ama luchar, existen argumentos que contradicen que ella posea una naturaleza meramente sádica. Esto lo afirman que durante el nacimiento de Lilith, ella no se llevó una parte bondadosa de Morrigan, sino que ella es la parte ingenua de Morrigan. Dichos argumentos se basan en que el diseño del personaje es más juvenil que el de Morrigan y que al ser más inocente que ésta, se le inculcó que el lastimar y luchar eran sinónimos de diversión, pero esto no es porque ella realmente lo quiera sino porque eso fue lo que aprendió. Aunado a lo anterior, existen argumentos que niegan que Lilith solo sea un complemento del cuerpo de su "hermana", sino que cada una tiene una personalidad independiente de la otra además de fines personales. De lo anterior no se ha desmentido nada, ya que Capcom no ha apoyado ni negado nada de lo anterior, por lo que esto no queda del todo descartado.
- Lilith aparece presente en el videojuego Pocket Fighter, no como personaje seleccionable, sino en uno de los escenarios. Ella aparece detrás, sentada en una de las ventanas del castillo, festejando cuando Morrigan hace algún ataque especial y también aparece en la secuencia final de Morrigan.
- Se le conoce también como "The lost child of lust" (La pequeña/niña perdida de la lujuria; esto en nombre del carácter de Inocencia que lleva oculto, y la lujuria).[cita requerida]
- La frase que dice tanto en batalla como en la historia es "I long to be of one soul and body", esto en la espera de un cuerpo propio. Esto refleja sus ansias por volver a tener un cuerpo físico y reunirse con su alma separada.
- Ella aparece como rival en el nivel 26 del videojuego Namco × Capcom. Sin embargo, no debe ser eliminada, ya que haría fracasar la misión. Una vez eliminado al resto de los enemigos, se une al equipo luchando con Morrigan.

- Datos: Q4385265
- Multimedia: Lilith Aensland / Q4385265